# اسپانیا در المپیک تابستانی ۲۰۲۴
کاروان المپیکی اسپانیا، یکی از کاروان ای شرکت‌کننده در بازی‌های المپیک تابستانی ۲۰۲۴ بود. این دوره از بازی‌ها، از ۲۶ ژوئیه تا ۱۱ اوت ۲۰۲۴ (۵ تا ۲۱ امرداد ۱۴۰۳ خورشیدی) به میزبانی پاریس، پایتخت فرانسه برگزار شد. کاروان اسپانیا پس از حضور در المپیک ۱۹۲۰، در تمامی ادوار المپیک به‌جز المپیک ۱۹۳۶ در آلمان نازی (به دلیل قوانین آنتی‌فاشیستی دولت اسپانیا و تحریم آلمان)، شرکت کردند.
کاروان المپیکی اسپانیا در این دوره، در همه رشته‌ها به جز رقص بریک، راگبی ۷ نفره، وزنه‌برداری و کشتی حضور داشتند.

## مدال‌آوران
| مدال | ورزشکار | ورزش             | رویداد                       | تاریخ     |
| ---- | --- | ---------------- | ---------------------------- | --------- |
| طلا  | دیگو بوتین فلورین تریتل | قایقرانی بادبانی | 49er مردان                   | ۲ اوت     |
| طلا  | آلوارو مارتین ماریا پرز | دو و میدانی      | پیاده‌روی ماراتن امدادی مختلط | ۷ اوت     |
| طلا  | تیم ملی فوتبال زیر ۲۳ سال اسپانیا - الکس بائنا - پابلو باریوس - آدریان برنابه - سرخیو کاملو - پائو کوبارسی - اریک گارسیا - خوآن گارسیا - سرخیو گومز - میگل گوتیرز - آلخاندرو ایتوربه - دیگو لوپز نوگرول - فرمین لوپز - خوان میراندا - کریستین موسکرا - سامو عمورودیون - ایمار اوروز - جان پاچکو - مارک پوبیل - ابل رویز - خوانلو سانچز - آرناو تناس - بنات تورینتس | فوتبال           | مسابقات مردان                | ۹ اوت     |
| طلا  | جردن دیاز | دو و میدانی      | پرش سه‌گام مردان              | ۹ اوت     |
| طلا  | تیم ملی واترپلو زنان اسپانیا - پائولا کوموس - پائولا کرسپی - آنی اسپار - لائورا استر - جودیت فورکا - مایکا گارسیا - پائولا لیتون - بئاتریس اورتیس - پیلی پنیا - نونا پرز - ایزابل پیرالکووا - النا روئیس - مارتینا تره | واترپلو          | مسابقات زنان                 | ۱ اوت     |
| نقره | ماریا پرز | دو و میدانی      | ۲۰ کیلومتر پیاده‌روی زنان     | ۱ اوت     |
| نقره | کارلوس آلکاراز | تنیس             | انفرادی مردان                | ۴ اوت     |
| نقره | تیم ملی بسکتبال سه‌نفره زنان اسپانیا - گراسیا آلونسو ده آرمینیو - خوانا کامیلیون - وگا خیمنو - ساندرا ایگراویده | بسکتبال          | سه‌نفره زنان                  | ۵ اوت     |
| نقره | ایوب غدفا | بوکس             | سوپرسنگین‌وزن مردان           | ۰ اوت     |
| برنز | فرانسیسکو گاریگوس | جودو             | ۶۰ کیلوگرم مردان             | ۲۷ ژوئیه  |
| برنز | آلوارو مارتین | دو و میدانی      | پیاده‌روی ۲۰ کیلومتر مردان    | ۱ اوت     |
| برنز | پائو اچانیس | قایقرانی         | کایاک اسلالوم یک‌نفره مردان   | ۱ اوت     |
| برنز | کریستینا بوکسا سارا سوریبس تورمو | تنیس             | دونفره زنان                  | ۴ اوت     |
| برنز | امانوئل ریس | بوکس             | سنگین‌وزن مردان               | ۴ اوت     |
| برنز | - مریچل فره مارینا گارسیا پولو لیلو لوئیس ولت مریچل ماس - آلیسا اوژوگینا پائولا رامیرس ایریس تیو بلانکا تولدانو | شنای موزون       | رویداد تیمی                  | ۷ اوت     |
| برنز | دیگو دومینگس خوان آنتونی مورنو | قایقرانی         | کانو دونفره ۵۰۰ متر مردان    | ۸ اوت     |
| برنز | کارلوس آروالو سائول کراویوتو رودریگو خرماده مارکوس کوپر والز | قایقرانی         | کایاک ۴ نفره ۵۰۰ متر مردان   | ۸ اوت     |
| برنز | تیم ملی هندبال اسپانیا - آگوستین کاسادو - رودریگو کورالس - الکس دویشبائف - دنیل دویشبائف - دنیل فرناندس - آدریا فیگراس - ایمانول گارسیاندیا - آلکس گومز آبلو - خورخه ماکدا - کاولدی اودریوسولا - گونزالو پرز ده‌وارگاس - خاویر رودریگس - میگل سانچس-میگایون - آبل سردیو - ایان تارافتا                                                                              | هندبال           | مسابقات مردان                | ۱۱ ۱۱ اوت |

## شرکت‌کنندگان
در فهرست زیر، شمار شرکت‌کنندگان کاروان اسپانیا نمایان شده‌است. ورزشکاران ذخیره بخشی از این فهرست نیستند.
| ورزش              | مردان | زنان | کل  |
| ----------------- | ----- | ---- | --- |
| تیراندازی با کمان | ۱     | ۱    | ۲   |
| شنای موزون        | ۰     | ۸    | ۸   |
| دو و میدانی       | ۲۶    | ۳۲   | ۵۸  |
| بدمینتون          | ۱     | ۱    | ۲   |
| بسکتبال           | ۱۲    | ۱۶   | ۲۸  |
| بوکس              | ۵     | ۱    | ۶   |
| قایقرانی          | ۱۲    | ۹    | ۲۱  |
| دوچرخه‌سواری       | ۷     | ۲    | ۹   |
| شیرجه             | ۲     | ۲    | ۴   |
| سوارکاری          | ۸     | ۰    | ۸   |
| شمشیربازی         | ۱     | ۱    | ۲   |
| هاکی روی چمن      | ۱۶    | ۱۶   | ۳۲  |
| فوتبال            | ۱۸    | ۱۸   | ۳۶  |
| گلف               | ۲     | ۲    | ۴   |
| ژیمناستیک         | ۶     | ۱۱   | ۱۷  |
| هندبال            | ۱۴    | ۱۴   | ۲۸  |
| جودو              | ۵     | ۴    | ۹   |
| پنج‌گانه مدرن      | ۰     | ۱    | ۱   |
| روئینگ            | ۶     | ۳    | ۹   |
| قایقرانی بادبانی  | ۶     | ۷    | ۱۳  |
| تیراندازی         | ۲     | ۲    | ۴   |
| اسکیت‌بردینگ       | ۲     | ۴    | ۶   |
| سنگ‌نوردی          | ۱     | ۱    | ۲   |
| شیرجه             | ۱     | ۲    | ۳   |
| شنا               | ۹     | ۱۱   | ۲۰  |
| تنیس روی میز      | ۱     | ۱    | ۲   |
| تکواندو در        | ۲     | ۲    | ۴   |
| تنیس              | ۶     | ۲    | ۸   |
| سه‌گانه            | ۳     | ۲    | ۵   |
| والیبال           | ۲     | ۴    | ۶   |
| واترپلو           | ۱۳    | ۱۳   | ۲۶  |
| کل                | ۱۹۰   | ۱۹۳  | ۳۸۳ |

۲۳ ورزشکار جایگزین، به رشته‌های شنای موزون, دو و میدانی, سوارکاری, هاکی روی چمن, فوتبال و هندبال اختصاص داشتند.

## فوتبال
| تیم           | رقابت         | گروهی                   | گروهی                   | گروهی                | گروهی | یک‌چهارم‌نهایی                        | نیمه‌نهایی            | نهایی / برنز                 | نهایی / برنز |
| تیم           | رقابت         | رقیب نتیجه              | رقیب نتیجه              | رقیب نتیجه           | رتبه  | رقیب نتیجه                          | رقیب نتیجه           | رقیب نتیجه                   | رتبه         |
| ------------- | ------------- | ----------------------- | ----------------------- | -------------------- | ----- | ----------------------------------- | -------------------- | ---------------------------- | ------------ |
| مردان اسپانیا | مسابقات مردان | ازبکستان · پیروزی · ۲–۱ | دومینیکن · پیروزی · ۳–۱ | مصر · شکست · ۱–۲     | ۲ Q   | ژاپن · پیروزی · ۳–۰                 | مراکش · پیروزی · ۲–۱ | فرانسه · پیروزی · ۵–۳ (و.ا.) | 1            |
| زنان اسپانیا  | مسابقات زنان  | ژاپن · پیروزی · ۲–۱     | نیجریه · پیروزی · ۱–۰   | برزیل · پیروزی · ۲–۰ | ۱ Q   | کلمبیا · پیروزی · ۲–۲ (و.ا.) · ۴–۲P | برزیل · شکست · ۲–۴   | آلمان · شکست · ۰–۱           | ۴            |